# Rudolf Schwarzer (Politiker, 1879)

Rudolf Schwarzer

Rudolf Schwarzer (* 3. März 1879 in Koritschan; † 26. Februar 1965 in München) war ein deutscher Politiker (BVP).

## Leben
Rudolf Schwarzer wurde 1879 als Sohn deutscher Staatsbürger in Österreich-Ungarn geboren. Nach dem Besuch der Volksschule (1885–1893) erlernte er von 1893 bis 1896 das Schreinerhandwerk. Anschließend ging Schwarzer auf Wanderung, um für einige Jahre als Schreinergehilfe in verschiedenen großen Städten Deutschlands zu arbeiten. Von 1899 bis 1901 gehörte er dem 23. Infanterie-Regiment der Bayerischen Armee an. Ab 1905 – Schwarzer hatte inzwischen eine entsprechende Fortbildung an einer Fachhochschule besucht – war er als Bezirksleiter des Zentralverbandes christlicher Holzarbeiter tätig. Schwarzer hatte also das Amt eines sogenannten Gewerkschaftssekretärs inne.
Von Sommer 1914 bis Mai 1918 nahm Schwarzer mit der bayerischen Sanitätskompanie Nr. 15 und 29 am Ersten Weltkrieg teil. Im Krieg wurde er als Krankenträger und Unteroffizier in Frankreich eingesetzt und mit verschiedenen Orden ausgezeichnet (Eisernes Kreuz II. Klasse, bayerisches Militärverdienstkreuz III. Klasse). Nach dem Krieg wurde Schwarzer Verbandsvorsitzender im süddeutschen Verband der katholischen Arbeitervereine in München.
Als Politiker betätigte Schwarzer sich zunächst in der katholischen Zentrumspartei, die er 1918 sowohl im Provisorischen Nationalrat in Bayern wie auch in der Weimarer Nationalversammlung vertrat. Noch im selben Jahr verließ Schwarzer das Zentrum, um sich der neugegründeten Bayerischen Volkspartei (BVP) anzuschließen. Für diese konservativ-monarchistische Partei saß Schwarzer von 1920 bis 1933 als Abgeordneter im Reichstag, in dem er den Wahlkreis 24 (Oberbayern-Schwaben) vertrat. Während seiner Abgeordnetenzeit stimmte Schwarzer unter anderem für das von der neuen Regierung Hitler eingebrachte Ermächtigungsgesetz vom 24. März 1933, das die juristische Grundlage für die Errichtung der NS-Diktatur bildete.
Im Juni 1933 wurde Schwarzer kurzfristig im Gefängnis München-Stadelheim in „Schutzhaft“ genommen. Nach seiner Freilassung zog er sich ins Privatleben zurück. Bis zum Ende der NS-Zeit lebte er als Leiter seiner eigenen Immobilienfirma in München. 1944 wurde er erneut in „Schutzhaft“ genommen und war in dem Zusammenhang zeitweise auch im KZ Dachau arrestiert.
Nach dem Krieg beteiligte Schwarzer sich an der Gründung der CSU, deren Münchener Kreisverband X er in den folgenden Jahren leitete. In Doppelfunktion war er zu der Zeit auch Vorsitzender des CSU-Ortsvereins 23a (Neuhausen-Nymphenburg). Von 1945 bis 1948 gehörte Schwarzer dem Münchner Stadtrat an und übernahm dort auch das Amt des Korreferenten im Wiederaufbaureferat, eine damalige Schlüsselstelle innerhalb der Stadtverwaltung der bayerischen Landeshauptstadt. Bei den ersten Wahlen auf Grundlage eines Bayerischen Gemeinde- und Kreiswahlgesetzes am 30. Mai 1948 schied Schwarzer aus dem Stadtrat aus.
Von 1945 bis 1949 war Schwarzer zusätzlich Vorsitzender des Aufsichtsrates der Witwen- und Waisenkasse des Reichs- und Staatsdienstpersonals der Allgemeinen Lebensversicherungs AG inne, in der er bereits langjähriges Mitglied gewesen war.

## Ehrungen
1959 wurde Schwarzer für seine politischen Leistungen mit dem Bayerischen Verdienstorden ausgezeichnet.